# 赤坂カントリークラブ
赤坂カントリークラブ（あかさかカントリークラブ）は、岡山県赤磐市にあるメンバーシップ制のゴルフ場。

## 所在地
- 〒701-2202 岡山県赤磐市坂辺1366

## コース情報
- 開場日 - 1974年11月1日
- 設計者 - 福井八十八
- 面積 - 108万m2（33万坪）
- ヤーデージ - 6753ヤード
- ホール/パー - 18H/Par72
- 休場日 - 12/31　1/1

## アクセス
- 山陽自動車道/山陽IC 13km
- 中国自動車道/美作IC33km
- 岡山空港/25km